# 吴明珠
吴明珠（1930年1月3日—），湖北武汉人，中国园艺学专家，中国工程院院士。

## 生平
吴明珠1930年生于汉阳县蔡甸镇学田湾，1938年武汉沦陷前夕随父母迁居重庆，在重庆完成小学和中学后于1948年迁居南京。1950年考入西南农学院园艺学系果蔬专业，1953年毕业，同年毕业的还有袁隆平。其后分配到西南大区农林局，西南大区撤销后调往中共中央农村工作部工作。1956年，吴放弃在北京工作的机会，主动要求调往新疆吐鲁番从事瓜果良种培育工作。在40多年间，吴培育出了超過30個哈密瓜、西瓜、甜瓜良种，其中包括著名的“红心脆”甜瓜、“伊选”西瓜、“早佳”西瓜（俗名8424）、“皇后”甜瓜等。
吴曾于1979年被任命为吐鲁番地区行署副专员，但其主要精力仍放在瓜果培育上。为此，她于1983年辞去副专员职务，调往新疆农科院工作。吴的培育基地分别设于吐鲁番和海南岛。
1999年，吴明珠当选为中国工程院院士。